# Dorfkirche Garz (Temnitztal)

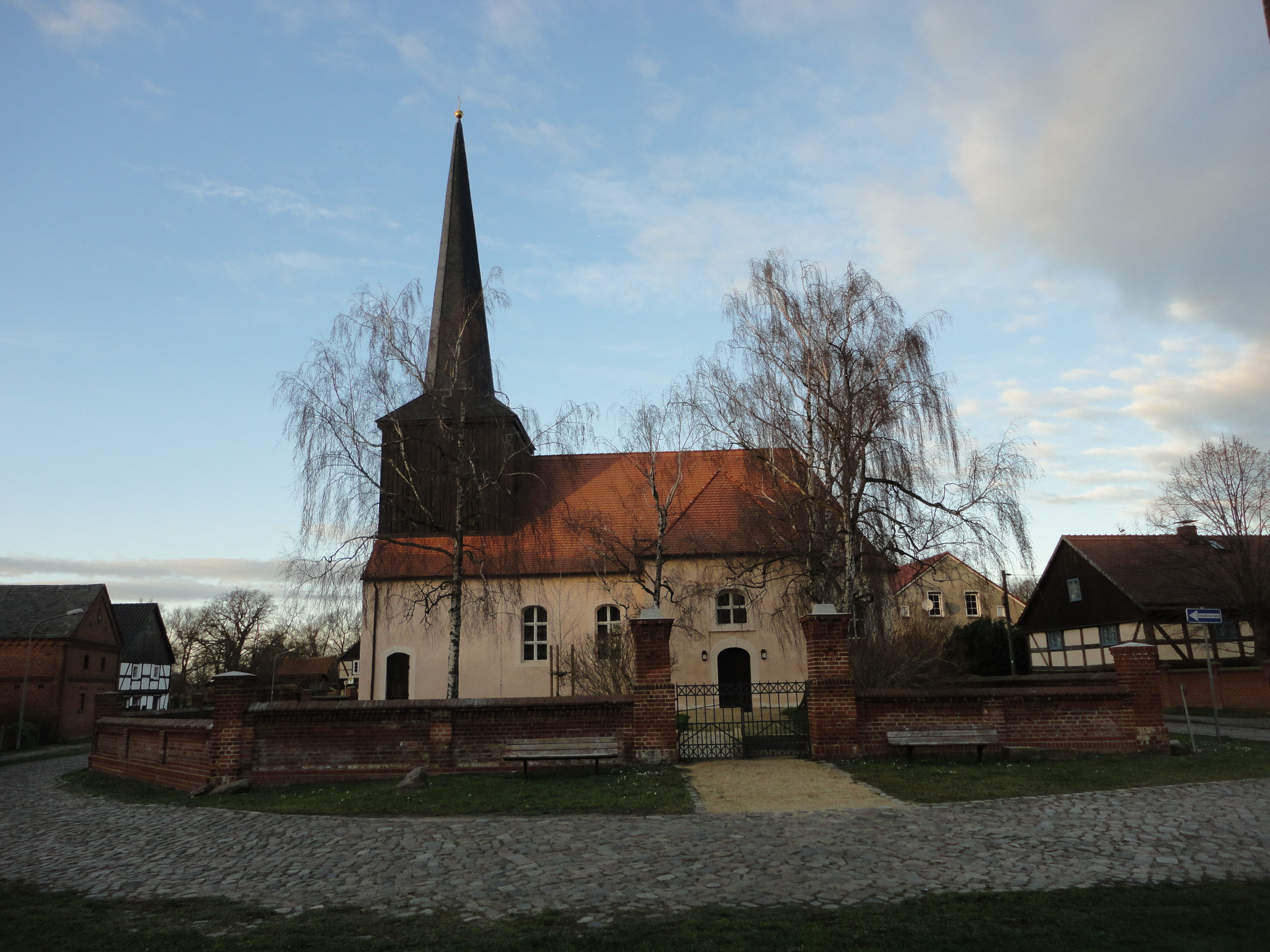
Südansicht

Die Dorfkirche Garz ist ein barockes Kirchengebäude im Ortsteil Garz der Gemeinde Temnitztal im Landkreis Ostprignitz-Ruppin des deutschen Bundeslandes Brandenburg.

## Architektur
Die jetzige Kirche wurde 1727 auf des Basis eines älteren Feldsteinbaus errichtet. Sie ist eine Saalkirche mit Satteldach und hat einen verbretterten Dachturm mit spitzem Knickhelm.

## Innengestaltung

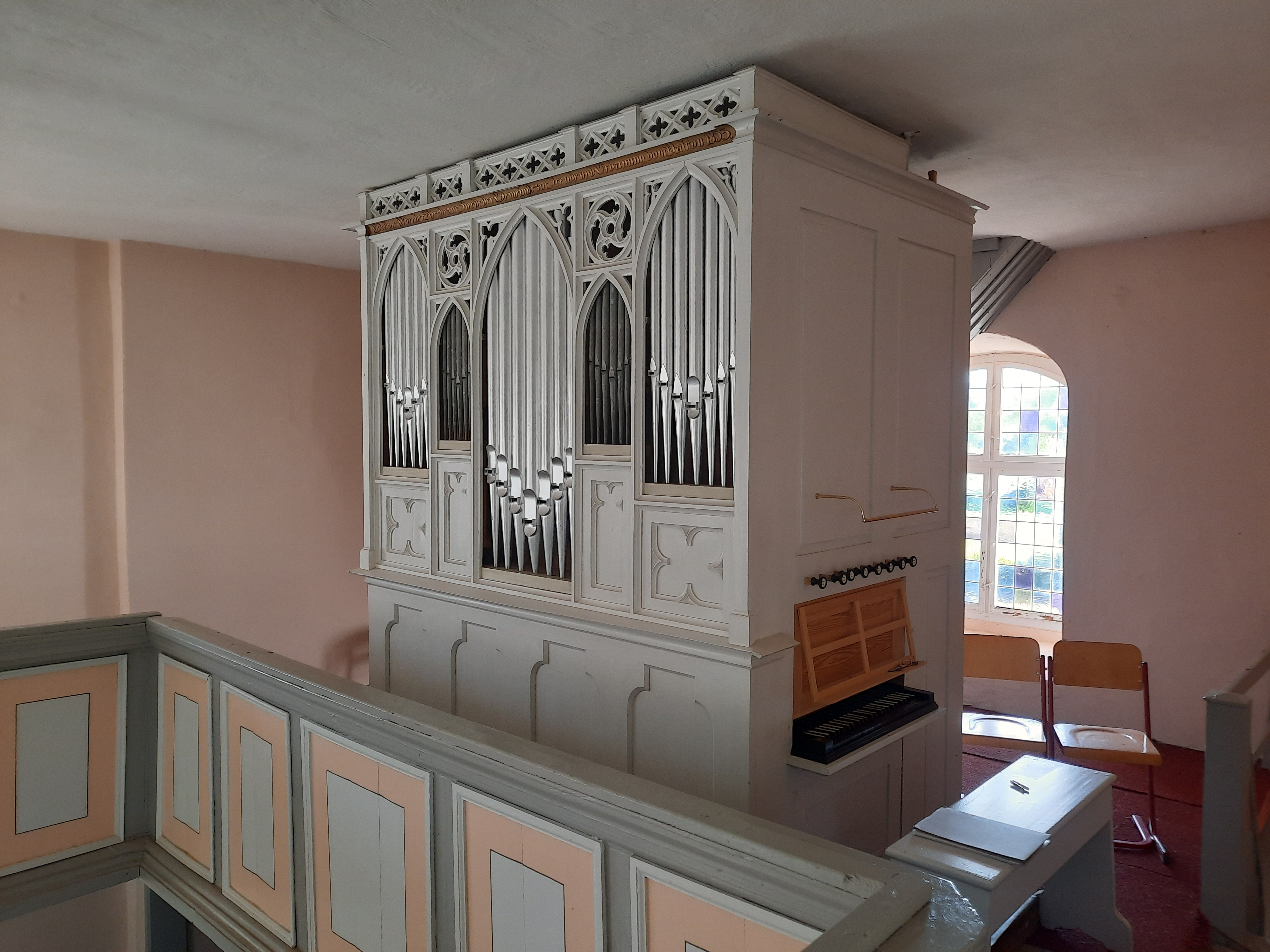
Lütkemüller-Orgel von 1853

Der Kanzelaltar und der Taufengel stammen aus der Werkstatt des Havelberger Bildhauers Heinrich Joachim Schultz und sind auf 1728 datiert.
In der Kirche steht eine Lütkemüller-Orgel aus dem Jahr 1853.